# Papa Alioune Ndiaye
Papa Alioune Ndiaye (ur. 27 października 1990 w Dakarze) – senegalski piłkarz grający na pozycji ofensywnego pomocnika. Od 2018 jest zawodnikiem klubu Stoke City, jednak aktualnie przebywa na wypożyczeniu w tureckim Trabzonsporze.

## Życiorys

### Kariera piłkarska
Swoją karierę piłkarską Ndiaye rozpoczął w klubie Diambars FC. W 2010 roku zadebiutował w jego barwach w senegalskiej pierwszej lidze. W Diambars grał przez sezon.
W 2012 roku Ndiaye przeszedł do norweskiego FK Bodø/Glimt. Zadebiutował w nim 9 kwietnia 2012 w zremisowanym 3:3 wyjazdowym meczu z Bærum SK i w debiucie zdobył gola. W sezonie 2013 awansował ze swoim klubem z 1. divisjon do Tippeligaen. W FK Bodø/Glimt grał do lata 2015.
Latem 2015 roku Ndiaye został zawodnikiem Osmanlısporu. Swój debiut w nim zaliczył 16 sierpnia 2015 w zremisowanym 1:1 domowym meczu z Kayserisporem. 3 sierpnia 2017 roku ogłoszono transfer Senegalczyka do Galatasaray SK. W ostatnim dniu kolejnego okna transferowego Ndiaye został zawodnikiem angielskiego Stoke City F.C. Według angielskich mediów kwota transferu wyniosła 14 milionów funtów.
Stoke nie zdołało się utrzymać w Premier League, a Ndiaye po rozegraniu 14 spotkań ligowych w barwach Stoke (13 w Premier League, 1 w Championship) postanowił wrócić do Galatasaray na zasadzie rocznego wypożyczenia. W barwach stołecznego klubu wystąpił w lidze 23 razy oraz trzykrotnie w pucharze Turcji. Galatasaray zwyciężyło zarówno w lidze jak i w pucharze, a Ndiaye po zakończeniu wypożyczenia powrócił do Anglii. Po tym jak nie udało mu się odejść ze Stoke w trakcie letniego okna transferowego 2019, spędził rundę jesienną w zespole Championship, gdzie zagrał w 13 spotkaniach ligowych.
4 stycznia 2020 roku trafił na wypożyczenie do Trabzonsporu. W Turcji znów wygrał Puchar Turcji, a w lidze jego zespół zajął drugie miejsce.

### Kariera reprezentacyjna
W reprezentacji Senegalu Ndiaye zadebiutował 5 września 2015 w wygranym 2:0 meczu kwalifikacji do Pucharu Narodów Afryki 2017 z Namibią. 30 grudnia 2016 roku jego nazwisko znalazło się wśród 23 powołanych na turniej o Puchar Narodów Afryki 2017. 11 stycznia 2017 w trakcie towarzyskiego meczu przeciwko Kongo zdobył pierwszą bramkę w kadrze. Senegal zakończył turniej w Gabonie w ćwierćfinale. 
W roku 2018 znalazł się w 23-osobowej kadrze na Mistrzostwa Świata w Rosji. Ndiaye wystąpił w zremisowanym 2:2 meczu przeciwko Japonii.
13 czerwca 2019 roku znalazł się w kadrze zawodników powołanych na Puchar Narodów Afryki 2019. Senegal w turnieju dotarł aż do finału w którym uległ 1:0 Algierii. Ndiaye był podstawowym zawodnikiem drużyny występując we wszystkich siedmiu spotkaniach reprezentacji Senegalu na tym turnieju.

## Statystyki

### Klubowe
| Sezon   | Klub           | Kraj     | Rozgrywki            | Mecze | Gole |
| ------- | -------------- | -------- | -------------------- | ----- | ---- |
| 2013    | Diambars FC    | Senegal  | Championnat National | ?     | ?    |
| 2012    | FK Bodø/Glimt  | Norwegia | 1. divisjon          | 29    | 3    |
| 2014    | FK Bodø/Glimt  | Norwegia | 1. divisjon          | 30    | 9    |
| 2015    | FK Bodø/Glimt  | Norwegia | 1. divisjon          | 16    | 4    |
| 2015/16 | Osmanlıspor    | Turcja   | Süper Lig            | 33    | 11   |
| 2016/17 | Osmanlıspor    | Turcja   | Süper Lig            | 26    | 6    |
| 2017/18 | Galatasaray SK | Turcja   | Süper Lig            | 17    | 1    |
| 2017/18 | Stoke City     | Anglia   | Premier League       | 13    | 2    |
| 2018/19 | Stoke City     | Anglia   | EFL Championship     | 1     | 0    |
| 2018/19 | Galatasaray SK | Turcja   | Süper Lig            | 23    | 3    |
| 2019/20 | Stoke City     | Anglia   | EFL Championship     | 13    | 0    |
| 2019/20 | Trabzonspor    | Turcja   | Süper Lig            | 17    | 1    |